# Интер РАО
ПАО «Интер РАО» — российская энергетическая компания, управляющая активами в России, а также в странах Европы и СНГ. В сферу деятельности Интер РАО входит производство и сбыт электрической и тепловой энергии, международная энергетическая торговля, инженерные услуги, проектирование и строительство энергообъектов. Также под контролем Интер РАО — ряд энергетических компаний за рубежом, включая тепловые и гидроэлектростанции, электросетевые и энерготрейдинговые компании.
Интер РАО — одна из крупнейших в России публичных электроэнергетических компаний по рыночной капитализации, которая по состоянию на 2020 год составила 554,6 млрд рублей. Общая численность персонала Группы «Интер РАО» на конец 2020 года составляет 48 851 человек.
Компания занимает третье место в российской отрасли по величине установленной мощности, обеспечивая генерацию более 11% электроэнергии в ЕЭС РФ. Сбытовая деятельность группы обеспечивает более 17% розничных поставок электроэнергии на российском рынке. «Интер РАО» – единственный участник экспортно-импортных операций на внутрироссийском оптовом рынке электроэнергии и мощности (ОРЭМ).
Штаб-квартира компании находится в Москве в комплексе зданий Электролуч. Полное фирменное наименование на русском языке — Публичное акционерное общество «Интер РАО ЕЭС».

## История
ЗАО «Интер РАО ЕЭС» было образовано в 1997 году как дочернее предприятие РАО «ЕЭС России». Первоначальной специализацией Интер РАО была международная торговля электроэнергией.
С 2002 года компания начала самостоятельно осуществлять экспорт электроэнергии из России. В том же году начало осваивать производство электроэнергии, арендовав энергоблок на Ириклинской ГРЭС. В 2003 году владельцем пакета в 40 % акций «Интер РАО» стал концерн «Росэнергоатом», компания стала основным оператором экспорта электроэнергии из России.
В 2005 году «Интер РАО» становится владельцем следующих активов:
- 50 % в АО «Станция Экибастузская ГРЭС-2» (Казахстан)
- 25 % + 1 акция ОАО «Северо-Западная ТЭЦ» (Санкт-Петербург)
- 70 % в TGR Enerji (Турция)
- 51 % в ЗАО «Молдавская ГРЭС» (Приднестровская Молдавская Республика)

В этом же году «Интер РАО» становится соучредителем Сангтудинской ГЭС-1 в Таджикистане. В 2006 году группа «Интер РАО» приобретает 100 % акций ЗАО «Электрические сети Армении».
В январе 2015 года акции «Интер РАО» нового выпуска (государственный регистрационный номер 1-04-33498-E от 23.12.2014) номиналом 2,809767 рубля с 20 января 2015 года начали обращение на Московской бирже.
В этом же году «ТГК-11» завершило модернизацию турбоагрегата №1 Омской ТЭЦ-5, в результате чего мощность омской энергосистемы увеличилась на 20 МВт.
В апреле 2015 Группа «Интер РАО» подписала протокол о реализации проекта строительства ГЭС «Чиуидо-1» мощностью 637 МВт в Аргентине и завершила процесс выделения из «ТГК-11» компании «Томская генерация». В результате реорганизации теплового бизнеса Группы в Омской и Томской областях были образованы следующие компании: «ОмскРТС» и «ТомскРТС».
В июне группа «Интер РАО» ввела в эксплуатацию девятый угольный энергоблок установленной мощностью 225 МВт на Черепетской ГРЭС в Тульской области. Ввод нового энергоблока позволил вывести из эксплуатации устаревшее угольное оборудование первой очереди без снижения объёма выработки электроэнергии и суммарной установленной мощности станции. В июле 2015 началась реализация инвестиционного проекта по завершению строительства в Уфе Затонской ТЭЦ – филиала «Башкирской генерирующей компании» установленной мощностью 440 МВт.
В начале осени (сентябрь 2015) группа «Ташир» и группа «Интер РАО» подписали договор о купле-продаже электроэнергетических активов («Электрические сети Армении» и «Разданская ТЭС) в Республике Армения.
В феврале 2016 года проект строительства энергоблока №12 Верхнетагильской ГРЭС, входящей в Группу «Интер РАО», был включён в перечень генерирующих объектов, реализация которых ведётся с использованием системы договоров о предоставлении мощности (ДПМ). В апреле международное агентство Moody’s Investors Service в рамках пересмотра подтвердило корпоративный кредитный рейтинг для группы «Интер РАО» на уровне Вa2 по глобальной шкале, прогноз стабильный.
В мае 2016 ПАО «Интер РАО» и его 100-процентная дочерняя компания «Интер РАО Капитал» подписали договоры о продаже принадлежащих им 40,29% акций ПАО «Иркутскэнерго». Покупателем выступила дочерняя компания АО «ЕвроСибЭнерго» ООО «Тельмамская ГЭС».
В июне  2016 года группа «Интер РАО» завершила сделку по продаже структуры, владеющей 100% акций грузинского ООО «Мтквари энергетика». Покупателем выступил консорциум международных инвесторов.
В июле 2016 года ООО «Калининградская генерация» (совместное предприятие АО «Роснефтегаз» и ПАО «Интер РАО») приступило к строительству генерирующих мощностей на территории Калининградской области. В соответствии с решением Правительства Российской Федерации в регионе будут построены три газовых электростанции и одна угольная суммарной мощностью 1 ГВт.
В октябре международное рейтинговое агентство Fitch Ratings подтвердило корпоративный кредитный рейтинг Группы «Интер РАО» на уровне BBB-, изменив прогноз с «негативного» на «стабильный», и по национальной шкале АА+(rus), прогноз стабильный.
В декабре 2016 года Группа «Интер РАО» приобрела у АО «Энергосбытовая компания «РусГидро» 100% акций ООО «Энергетическая сбытовая компания Башкортостана». Таким образом, количество регионов, в которых работают гарантирующие поставщики Группы «Интер РАО», достигло 12.
В январе 2017 года группа «Интер РАО» ввела в эксплуатацию турбоагрегат Т-120 на Омской ТЭЦ-3, рассчитанный на выработку 160 Гкал тепловой и 120 МВт электрической энергии, завершив обязательную программу модернизации генерирующих мощностей. В апреле ФАС наградила ПАО «Интер РАО» «За содействие в поддержании конкурентной среды, а также за существенный вклад в развитие антимонопольного законодательства и законодательства в области тарифного регулирования в сфере электроэнергетики».
В июне 2017 группа «Интер РАО» ввела в эксплуатацию новый газовый энергоблок №12 установленной мощностью 447 МВт на Верхнетагильской ГРЭС в Свердловской области.
В августе группа «Интер РАО» консолидировала на своём балансе акции ПАО «Мосэнергосбыт».
В декабре был введён в эксплуатацию новый газовый энергоблок №4 установленной мощностью 861 МВт на Пермской ГРЭС.
В январе 2018 года года кредитный рейтинг Группы «Интер РАО» в рамках внеочередного пересмотра Международным агентством Moody’s Investors Service повышен с уровня Ba1, прогноз стабильный, до уровня Baa3 по международной шкале, прогноз стабильный. Таким образом, кредитный рейтинг Группы переведён в инвестиционную категорию.
В феврале 2018 года года ПАО «Интер РАО» и Правительство Ивановской области заключили соглашение о сотрудничестве, в соответствии с которым на территории региона создаётся общий центр обслуживания предприятий Группы «Интер РАО».
В марте Группа получила статус Гарантирующего поставщика во Владимирской области, в октябре - победила в конкурсе на присвоение статуса Гарантирующего поставщика в Вологодской области.
В марте 2018 года года введена в эксплуатацию Затонская ТЭЦ в Уфе мощностью 440 МВт. В Калининградской области введены в эксплуатацию Маяковская и Талаховская ТЭС суммарной мощностью 312 МВт. Электростанции построены в рамках проекта по обеспечению энергобезопасности региона. Команду на запуск в сеть двух электростанций дал Президент Российской Федерации Владимир Путин.
В июне – июле 2018 года года Группа «Интер РАО» выкупила у Группы «РусГидро» 4,915% собственных акций, у ПАО «ФСК ЕЭС» - 7,0% собственных акций. В рамках реализации опционной программы менеджмента была осуществлена сделка по продаже 1.14% акций путём ускоренного предложения (АВВ), что позволило увеличить объём акций в свободном обращении и повысить их рыночную ликвидность.
В августе 2018 года международное рейтинговое агентство Fitch Ratings подтвердило международный кредитный рейтинг Группы «Интер РАО», изменив прогноз со стабильного на позитивный.
1 марта 2019 года, Группа «Интер РАО», Госкорпорация «Росатом» и Системный оператор ЕЭС России учредили Ассоциацию организаций цифрового развития электроэнергетики «Цифровая энергетика», цель которой – выработать консолидированную позицию по цифровому развитию отрасли. 6 марта Введена в эксплуатацию Прегольская ТЭС в Калининграде мощностью 455,2 МВт. Таким образом завершено строительство газовой генерации по программе обеспечения энергетической безопасности региона. 12 апреля ПАО «Интер РАО» присоединилось к Глобальному договору Организации Объединённых Наций - крупнейшей международной инициативе ООН в сфере корпоративной социальной ответственности и устойчивого развития. 30 мая, «Интер РАО» консолидировала 100% акций ПАО «Томскэнергосбыт». В августе Международное агентство Fitch Ratings в рамках ежегодного пересмотра повысило на одну ступень международный кредитный рейтинг Группы «Интер РАО» по глобальной шкале до уровня ВBB, прогноз стабильный. В декабре «Интер РАО» завершило реализацию 50% акций АО «Станция Экибастузская ГРЭС-2» (Казахстан). В результате Группа «Самрук» стала владельцем 100% акций угольной электростанции.
В январе 2020 года Группа «Интер РАО» верифицировала объёмы выбросов парниковых газов. В результате с 2015 по 2018 гг. Группа сократила валовые прямые выбросы диоксида углерода (CO2) от стационарных источников сжигания топлива на 8,3 млн тонн CO2-эквивалента в год.
В августе 2020 года ПАО «Интер РАО» и администрация Костромской области подписали соглашение о социально-экономическом сотрудничестве. Стороны договорились о долгосрочных партнёрских отношениях по реализации масштабных инвестиционных проектов по модернизации тепловой энергетики.
В октябре 2020 года ПАО «Интер РАО», Правительство Санкт-Петербурга, Правительство Ленинградской области и ПАО «Банк ВТБ» подписали соглашение о сотрудничестве и обмене опытом при осуществлении проектов в сфере обращения с отходами на территории агломерации. Основной задачей соглашения является разработка и последующая реализация концепции экологически безопасного и современного размещения, переработки, утилизации, обезвреживания и размещения коммунальных отходов.
В декабре 2020 года Группа «Интер РАО» вошла в число лидеров международного рейтинга организации Carbon Disclosure Project (CDP) по результатам Климатического отчёта 2020 года. Компания повысила свой рейтинг по сравнению с прошлым годом сразу на три пункта и получила наивысший рейтинг категории «А-» (Leadership).
Общая численность персонала группы «Интер РАО» на конец 2020 года превысила 48,7 тысяч человек.
Выручка «Интер РАО» за первое полугодие 2021 года составила 566 млрд руб., а прибыль 53,3 млрд руб.

### Консолидация генерирующих активов
Весной 2008 года в рамках реформы электроэнергетики компания была преобразована в открытое акционерное общество и провела публичное размещение своих акций на биржах ММВБ и РТС. При этом ей был передан ряд российских генерирующих активов: ОАО «Сочинская ТЭС», ОАО «Северо-Западная ТЭЦ», ОАО «Ивановские ПГУ» и ОАО «Калининградская ТЭЦ-2». В том же году «Интер РАО» приобрела оставшиеся 49 % в Молдавской ГРЭС.
В 2009 году акции «Интер РАО» были включены в индекс MSCI EM. К концу года «Интер РАО» заняла пятое место в рейтинге информационной прозрачности российских энергетических компаний, составленного агентством Standard & Poor's.
«Интер РАО» постепенно становится управляющей компанией для ряда государственных энергетических активов, которые не удалось приватизировать в ходе реформы электроэнергетики. В 2009 году «Интер РАО» получила полномочия единоличного исполнительного органа ОАО «ОГК-1».
Одновременно «Интер РАО» активно развивает смежные направления бизнеса, прежде всего, инжиниринг и энергетическое машиностроение. Компания завершает приобретение российской инжиниринговой группы компаний «Кварц». В этом же году компания создаёт совместные предприятия с General Electric и WorleyParsons.
В 2011 году «Интер РАО» становится контролирующим акционером ОАО «ОГК-1», ОАО «ОГК-3», ОАО «ТГК-11», пяти энергосбытовых компаний (включая ОАО «Мосэнергосбыт» и ОАО «Петербургская энергосбытовая компания»). Под управление «Интер РАО» переходит ОАО «Объединенная энергосбытовая компания».
В марте 2012 года «Интер РАО» объявило о реорганизации своих российских генерирующих компаний путём консолидации активов на базе ОАО «Интер РАО — Электрогенерация». Таким образом, российские электростанции, входящие в группу Интер РАО, как предполагается, будут переданы на баланс одного юридического лица, 100 % акций которого принадлежат ОАО «Интер РАО». Международное агентство Moody’s Investors Service в рамках внепланового пересмотра повысило кредитный рейтинг Группы Интер РАО до уровня Ba1 по глобальной шкале.
В 2015 году «Интер РАО» завершило консолидация акций Группы, после чего акции нового номинала были допущены к торгам на Московской бирже.
Одновременно «Интер РАО» ведёт деятельности по вводу новой генерирующей мощности и утверждает программу вывода неэффективного генерирующего оборудования. В 2015 году На Черепетской ГРЭС в Тульской области было завершено строительство двух новых угольных энергоблоков установленной мощностью по 225 МВт каждый. В том же году «Интер РАО» был реализован инвестиционный проект по завершению строительства в Уфе Затонской ТЭЦ – филиала ООО «БГК» установленной мощностью 440 МВт.
В период с 2015 по 2017 гг. были введены в эксплуатацию: турбоагрегат Т-120, новая газовая турбина мощностью 120 МВт на Омской ТЭЦ‑3 и модернизированная турбина мощностью 100 МВт на Омской ТЭЦ‑5; новый газовый энергоблок № 12 установленной мощностью 447 МВт на Верхнетагильской ГРЭС и новый газовый энергоблок № 4 установленной мощностью 903 МВт на Пермской ГРЭС.
А также с группой «Ташир» был подписан договор о купле-продаже электро-энергетических активов (ЗАО «Электрические сети Армении» и ОАО «Разданская энергетическая компания») в Республике Армения.

## Собственники и руководство
Основными акционерами Интер РАО остаются государственные организации. Крупнейшие акционеры "Интер РАО" по состоянию на 4 июня 2019 года:
- Российская Федерация — 0,00000000000087%;
- Группа Роснефтегаз — 27,63%;
- ПАО «ФСК ЕЭС» — 8,57%;
- Группа «Интер РАО Капитал» (квазиказначейские акции) — 29.56%;
- Акции в свободном обращении — 34.24%.

Председатель правления компании — Сергей Дрегваль.

## Деятельность

### Производство электроэнергии
Совокупная установленная мощность электростанций, входящих в состав группы «Интер РАО» и находящихся под её управлением, превышает 32,9 ГВт. Компания контролирует следующие производственные активы:
Российские генерирующие активы
| Актив                            | Место расположения | Мощность   |
| -------------------------------- | ------------------ | ---------- |
| Интер РАО - Электрогенерация     | Россия             | 21 458 МВт |
| ТГК-11                           | Россия             | 1 565 МВт  |
| Башкирская генерирующая компания | Россия             | 4 485 МВт  |
| Томская генерация                | Россия             | 486 МВт    |

Зарубежные генерирующие активы
| Актив                   | Место расположения | Мощность |
| ----------------------- | ------------------ | -------- |
| Храми ГЭС-1             | Грузия             | 113 МВт  |
| Храми ГЭС-2             | Грузия             | 120 МВт  |
| Vydmantai Wind Park UAB | Литва              | 30 МВт   |
| Молдавская ГРЭС         | Приднестровье      | 2520 МВт |

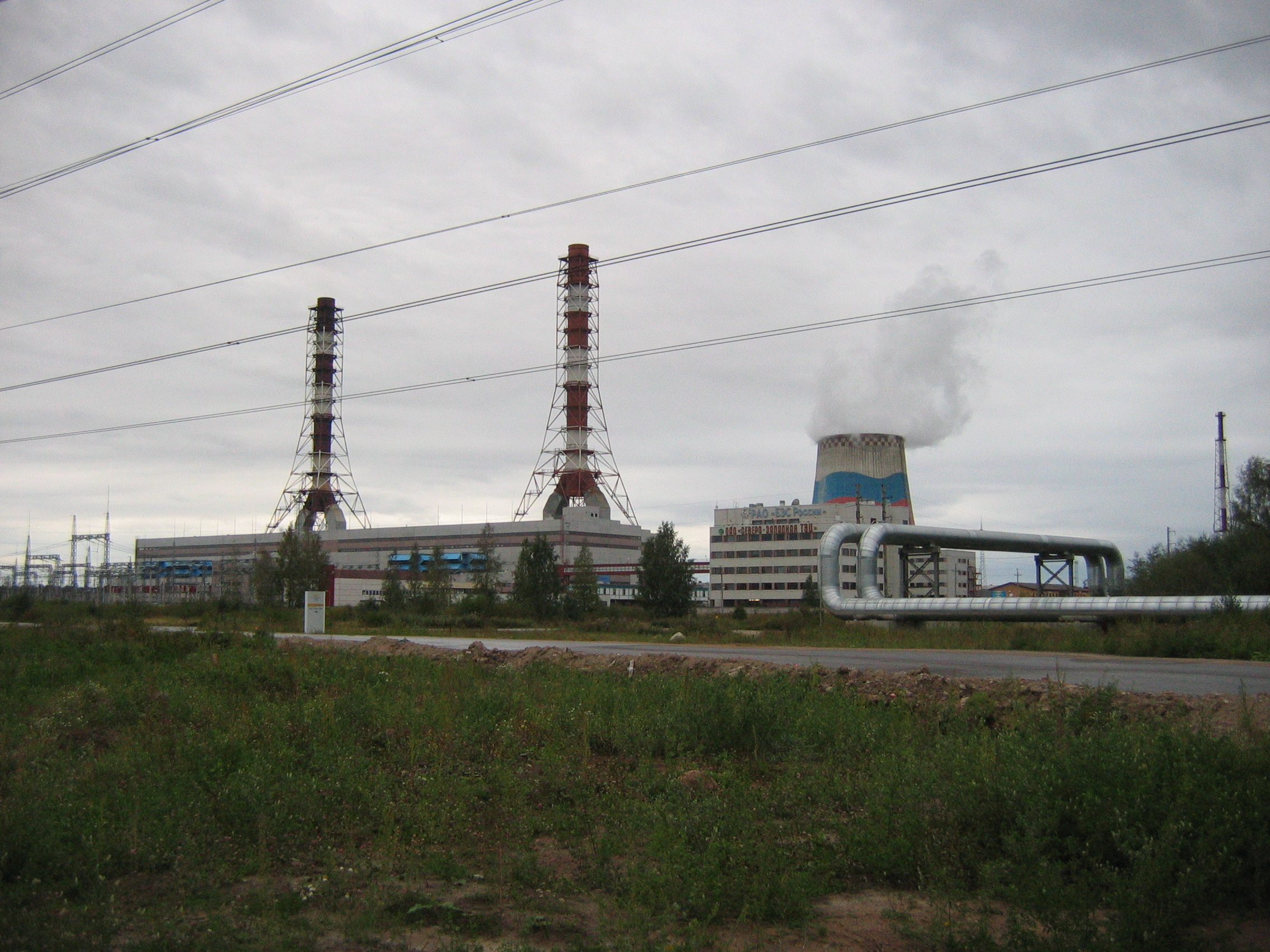
Северо-Западная ТЭЦ

До 2009 года ОАО «Интер РАО ЕЭС» также управляла ЗАО «Армянская АЭС» (Армения) установленной мощностью 815 МВт.

### Международный трейдинг
Интер РАО является единственным российским оператором экспорта и импорта электроэнергии. География поставок Группы охватывает 14 стран, включая Финляндию, Белоруссию, Норвегию, Украину, Литву, Латвию, Эстонию, Польшу, Грузию, Азербайджан, Казахстан, Южную Осетию, Монголию и Китай. Несмотря на то, что международная торговля электрической энергией была ключевой специализацией компании при её создании, в настоящий момент доля этого направления в выручке компании составляет всего 8%.
В 2020 году компания экспортировала из России 11,701 млрд кВт⋅ч, импортировала — 1,374 млрд кВт⋅ч. Основные направления экспорта электроэнергии — Китай, Литва, Финляндия, Казахстан, Грузия, Монголия, Азербайджан. Основной импорт электроэнергии в Россию осуществляется из Казахстана и Грузии.
С октября 2021 года «Интер РАО» увеличивает объёмы экспорта электроэнергии в Китай на 90% в рамках 25-летнего контракта, действующего с 2012 года, по сравнению с запланированными объёмами в ответ на заявку, направленную Государственной электросетевой компанией Китая в связи с нехваткой электроэнергии в северных регионах страны. В конце октября китайская сторона обратилась к "Интер РАО" с просьбой о почти двукратном увеличении объёмов поставок электроэнергии до конца 2021 года, тем самым, максимально увеличивая нагрузку на дальневосточные ТЭС. По словам члена правления "Интер РАО" Александры Паниной, заявка китайских партнёров будет утверждена почти полностью.
В конце октября 2021-го, «Интер РАО» анонсировала поставки электроэнергии в Казахстан (на коммерческой основе) до конца года в связи с её дефицитом в стране.

### Сбыт электроэнергии
Сбытовой дивизион «Интер РАО» управляет энергосбытовыми компаниями — гарантирующими поставщиками в 12 регионах России. «Интер РАО» также владеет компаниями – поставщиками электроэнергии крупным промышленным потребителям.
В составе Группы одиннадцать российских энергосбытовых компаний. Сбыт электроэнергии также осуществляет электросетевая компания Группы «Интер РАО», работающая в Закавказье: «Теласи», а также компании Группы, работающие в странах Балтии: Inter RAO Lietuva, Inter RAO Latvia и Inter RAO Eesti.
| Актив                              | Место расположения           |
| ---------------------------------- | ---------------------------- |
| Мосэнергосбыт                      | Россия, Москва               |
| Северная сбытовая компания         | Россия, Вологда              |
| Петербургская сбытовая компания    | Россия, Санкт-Петербург      |
| Омская энергосбытовая компания     | Россия, Омская область       |
| Алтайэнергосбыт                    | Россия, Алтайский край       |
| Башэлектросбыт                     | Россия, Башкортостан         |
| Орловский энергосбыт               | Россия, Орловская область    |
| Саратовэнерго                      | Россия, Саратовская область  |
| Тамбовская энергосбытовая компания | Россия, Тамбовская область   |
| Энергосбыт Волга                   | Россия, Владимирская область |
| Томскэнергосбыт                    | Россия, Томская область      |
| АО «Теласи»                        | Грузия                       |

Три компании Группы «Интер РАО» осуществляет сбыт электроэнергии для крупных промышленных потребителей:
- «РН-Энерго»
- «Промышленная энергетика»
- «РТ-Энерготрейдинг»

### Передача и распределение электроэнергии
В составе «Интер РАО» — распределительная электросетевая компания, функционирующая на территории Грузии — «Теласи». Общая протяжённость линий электропередачи электросетевых компаний группы — более 34 тысяч км. В 2011 году их общий объём передачи электроэнергии превысил 7,6 млн кВт·ч.
| Актив  | Место расположения | Протяжённость сетей | Количество потребителей |
| ------ | ------------------ | ------------------- | ----------------------- |
| Теласи | Грузия             | 3930 км             | 466 895                 |

### Инжиниринг
«Интер РАО» начало развивать сегмент инжиниринга в качестве одного из ключевых элементов своей бизнес-модели. Холдинг планирует сконцентрироваться на проектировании объектов энергетики, организации строительства, поставки и монтажа оборудования и других направлениях. Компания стремится занять не менее 20 % на российском рынке энергетического инжиниринга, строительства и поставок оборудования для теплоэлектростанций. В 2011 году был переобретен контроль над ОАО «ВТИ» - ведущим научно-исследовательским институтом отрасли..
В 2022 году группа «Интер РАО» закрыла сделки по приобретению предприятий энергетического машиностроения - группа приобрела долю размером в 65% в СТГТ («Современные технологии газовых турбин», являлось совместным предприятием Siemens и «Силовых машин») и 100-процентную долю в «Воронежском трансформаторе» (завод немецкой компании Siemens с передачей всех технологий ).
В 2024 группа «Интер РАО» завершила сделку по приобретению 98,4% акций НПО «Элсиб» (одно из крупнейших электромашиностроительных предприятий в Сибири,ведет деятельность с 1953 года), что позволит обеспечить возможности для синергического эффекта НПО «Элсиб» с существующими активами в периметре группы - ООО «Русские газовые турбины», ООО «Современные технологии газовых турбин» и АО «Уральский турбинный завод»: в частности, турбины УТЗ в подавляющем большинстве сопряжены с генераторами НПО «Элсиб».

### Энергоэффективность
Для реализации проектов в области энергоэффективности в 2010 году в составе группы «Интер РАО» была создана дочерняя организация — ООО «Центр энергоэффективности ИНТЕР РАО ЕЭС». Основные задачи Центра — разработка и проведение мероприятий, а также просветительская деятельность в области энергосбережения и энергоэффективности.
В 2011 году акционером Центра энергоэффективности стала Государственная корпорация «Росатом». Стратегическими партнёрами центра являются Министерство образования и науки РФ, национальный исследовательский центр «Курчатовский институт».

### Стратегия
30 сентября 2010 года состоялось онлайн-мероприятие, в рамках которого топ-менеджмент рассказал о перспективах развития Группы до 2030 года. С утверждением новой Стратегии развития до 2025 года с перспективой до 2030 года компания начала новый этап развития, который позволит обеспечить эффективность управления энергоактивами и сохранить лидерские позиции в российской электроэнергетике.
В сентябре 2020 года Группа «Интер РАО» представила Стратегию развития компании до 2025 года с перспективой до 2030 года. Цели и задачи предыдущей Стратегии, утверждённой в 2010 году и актуализированной в 2014 году, были достигнуты. Новая Стратегия предусматривает сохранение и дальнейшее развитие бизнес-модели диверсифицированного энергетического холдинга и сформирована с учётом актуальных глобальных тенденций внешней среды, которые могут оказать влияние на компанию.